# Saint-Éphrem-de-Beauce
Saint-Éphrem-de-Beauce är en kommun i provinsen Québec i Kanada. Den ligger i regionen Chaudière-Appalaches, i den sydöstra delen av landet, 400 km öster om huvudstaden Ottawa. Kommunen bildades 2000 genom sammanslagning av bykommunen Saint-Éphrem-de-Tring och socknen Saint-Éphrem-de-Beauce, som även den hette Saint-Éphrem-de-Tring till 1956. Tätorten (centre de population) har behållit namnet Saint-Éphrem-de-Tring.